# Rhagoletis mongolica
Rhagoletis mongolica är en tvåvingeart som beskrevs av Kandybina 1972. Rhagoletis mongolica ingår i släktet Rhagoletis och familjen borrflugor.
Artens utbredningsområde är Mongoliet. Inga underarter finns listade i Catalogue of Life.